# Quinto Fulvio Flacco (console 237 a.C.)
Quinto Fulvio Flacco (in latino Quintus Fulvius Flaccus; 277 a.C. circa – post 209 a.C.) è stato un politico e console romano
del III secolo a.C.

## Biografia

### Origini famigliari
Figlio di Marco Fulvio Flacco, che fu console nel 264 a.C., e padre di Quinto Fulvio Flacco, suffectus nel 180 a.C., fu quattro volte console e ricoprì numerose altre magistrature.

### Dal primo consolato alla guerra in Cisalpina (237-224 a.C.)
Quinto Fulvio fu eletto console una prima volta nel 237 a.C., collega di Lucio Cornelio Lentulo Caudino e combatté i Galli. Nel 231 a.C. fu censore e nel 224 a.C. nuovamente console. La guerra contro i Galli della Gallia Cisalpina era ancora in corso e Flacco con il collega fu il primo generale romano ad oltrepassare il fiume Po; durante la campagna sconfisse ed assoggettò gli Insubri.

### Primi anni di guerra annibalica (218-213 a.C.)
Nel 216 a.C. fu nominato pontefice massimo in sostituzione di Quinto Elio Peto, che era caduto nella battaglia di Canne. L'anno successivo (215 a.C.) ottenne la pretura urbana; il Senato mise 25 navi al suo comando, per proteggere la costa nelle vicinanze della città di Roma, ma poco dopo il Senato stesso decretò che Flacco doveva arruolare 5.000 fanti e 400 cavalieri da condurre in Sardegna. Flacco nominò anche il nuovo comandante, fino a che Quinto Muzio, che era gravemente malato, non si fosse rimesso. Flacco scelse Tito Manlio Torquato.
Nel 214 a.C. fu l'unico ad essere rieletto pretore (ancora una volta urbanus della città di Roma) ed il Senato, con un consulto extra ordinem, decretò che Flacco avesse la città di Roma come provincia e che avrebbe anche avuto il comando delle truppe in assenza dei consoli.
Alla fine del 213 a.C. fu magister militum del dittatore Gaio Claudio Centone, che aveva come scopo quello di convocare i comizi centuriati per eleggere i nuovi consoli; fu quindi eletto console per l'anno successivo (212 a.C.) e per la terza volta, avendo Appio Claudio Pulcro come collega; insieme allo stesso istituì i ludi Apollinari. Sempre in questo anno fu anche candidato come pontefice massimo, ma non ottenne la carica per incompatibilità con quella di console. Combatté quindi con successo, insieme al collega, contro Annone comandante dei Cartaginesi, nella battaglia di Benevento, e poco dopo pose sotto assedio Capua.

### Dall'assedio di Capua alla marcia su Roma (212-211 a.C.)

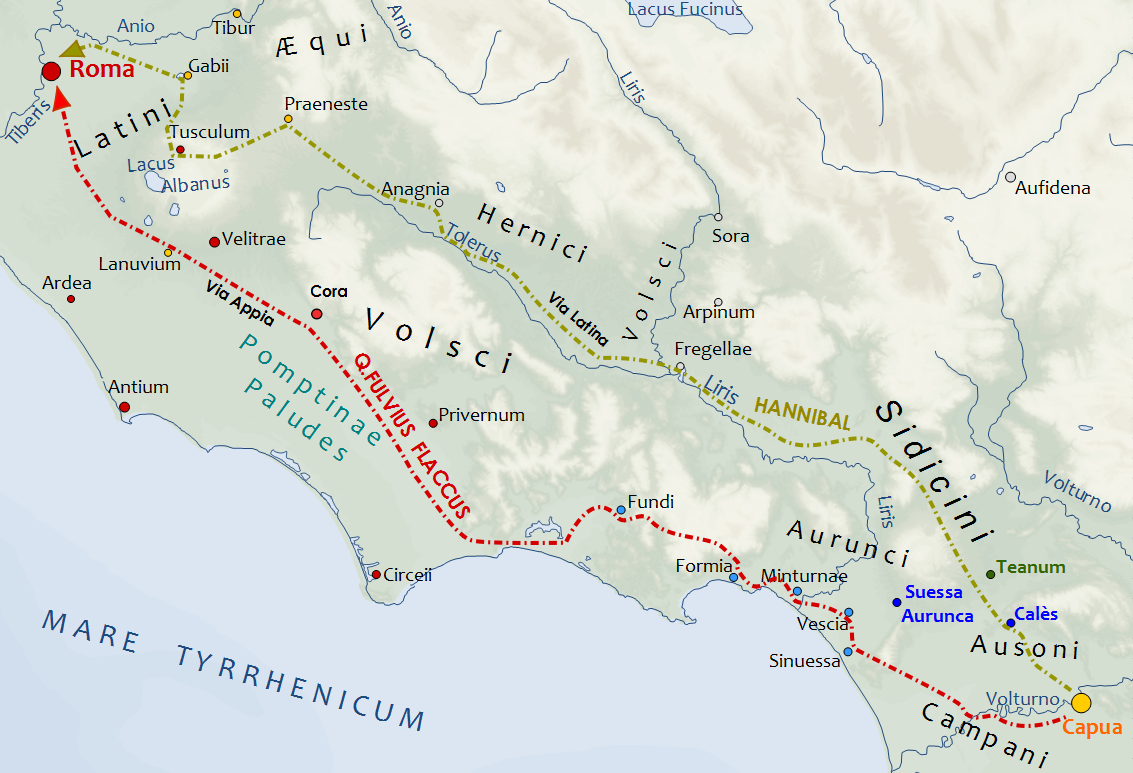
Marcia di Annibale su Roma e del proconsole Fulvio Flacco (211 a.C.)

A Quinto Fulvio e Appio Claudio (consoli nel 212 a.C.), fu prorogato il comando come proconsoli nel (211 a.C.) e furono assegnati gli eserciti già in loro possesso. Ricevettero, quindi, l'ordine di non allontanarsi dall'assedio di Capua prima di aver conquistato la città.
Nel 211 a.C., quando Annibale decise di dirigersi contro Roma, abbandonando l'assedio di Capua, si racconta che fu Fulvio Flacco a scrivere immediatamente al Senato romano per informarlo delle intenzioni del condottiero cartaginese. I senatori furono impressionati e commossi. E come accadeva durante ogni situazione tanto critica, venne convocata l'assemblea generale. Qualcuno, come Publio Cornelio Scipione Asina, propose di richiamare dall'Italia tutti i comandanti e gli eserciti per difendere Roma, trascurando così l'assedio di Capua. Altri invece, come Fabio Massimo, ritennero vergognoso abbandonare Capua, cedendo alla paura e lasciandosi così comandare dai movimenti di Annibale.
(Livio, XXVI, 8.4.)

██ dall'assalto di Annibale, a nord-est della città;

██ Fulvio Flacco, giunto dal sud della città (Porta Capena), l'attraversa con l'esercito romano e si accampa a nord-est della stessa, tra porta Esquilina e porta Collina.

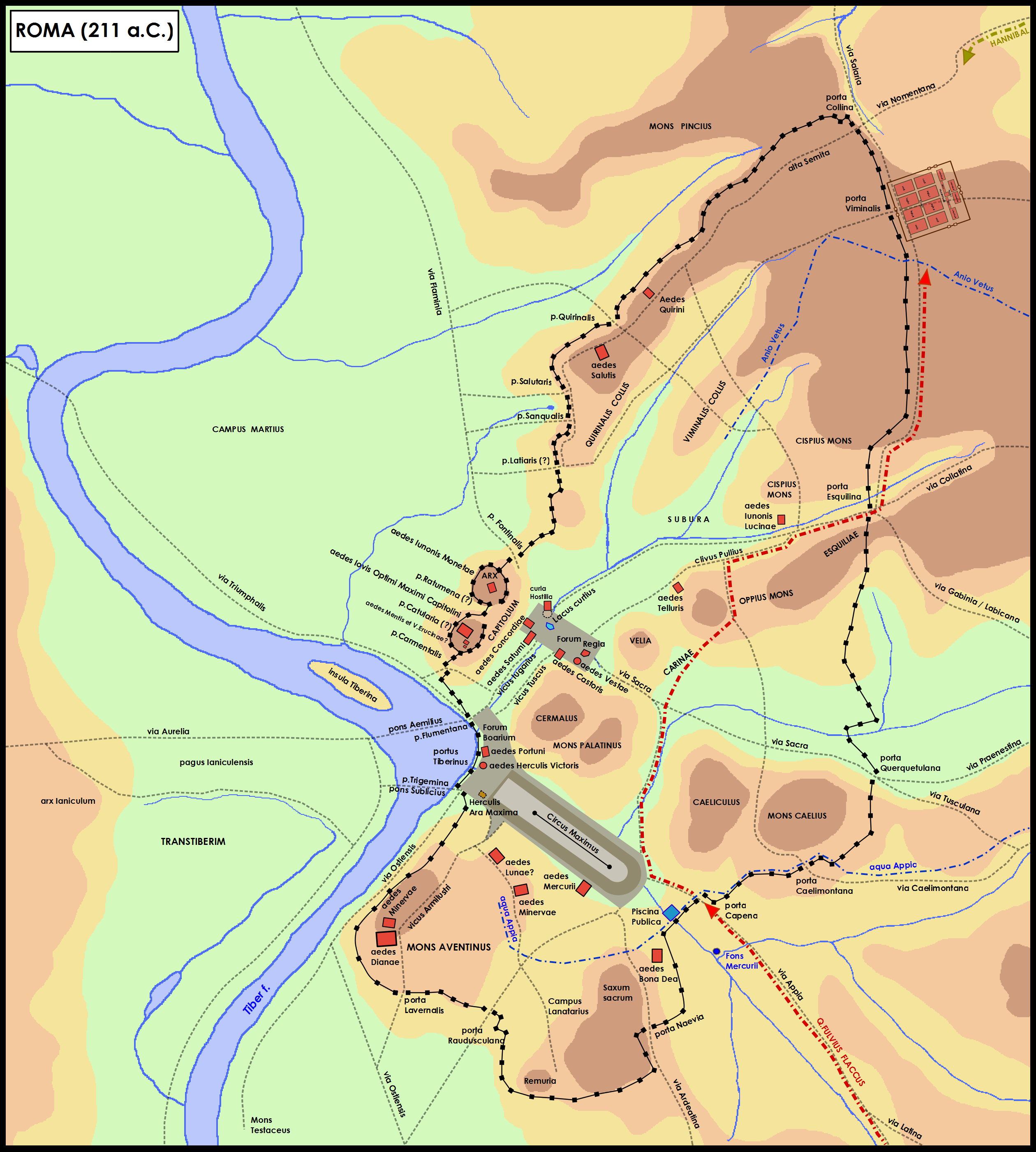
Difesa della città di Roma:

Fra questi opposti pareri, prevalse l'opinione più equilibrata di Publio Valerio Flacco, il quale, avendo dato ascolto alle opposte opinioni, propose di scrivere ai comandanti che assediavano Capua, informandoli sulle forze che presidiavano Roma; essi a loro volta potevano sapere quanti soldati Annibale avrebbe condotto con sé e quanti sarebbero stati necessari per assediare Capua. In questo caso avrebbero deciso quale comandante inviare a Roma, tra Appio Claudio e Fulvio Flacco, e con quali forze, per difendere la patria dall'assalto dell'armata cartaginese. Fu così che Fulvio Flacco scelse di recarsi egli stesso a Roma, poiché il collega Appio era ferito. Scelse quindi 15.000 fanti tra le tre armate a sua disposizione e 1.000 cavalieri e passò il Volturno. Come venne a sapere che Annibale avrebbe percorso la Via Latina, scelse la Via Appia, inviando dei messi a quei municipi lungo strada, come Setia, Cora e Lavinium, affinché predisponessero i necessari vettovagliamenti da portare lungo la strada al passaggio dell'armata romana. Ordinava quindi di concentrare i presidi nelle città, pronti a difendersi.
Annibale, se inizialmente non disperava di prendere la città, una volta venuto a sapere che proprio in quei giorni i Romani stavano arruolando in città due nuove legioni, oltre al fatto che Flacco vi era già giunto con un ingente esercito, preferì rinunciare al progetto di assaltarla, dandosi invece a compiere scorrerie per la regione circostante, saccheggiando e incendiando ovunque. I Cartaginesi raccolsero così nel proprio accampamento una grande quantità di bottino, poiché nessuno osava contrastarli. Pochi giorni più tardi, il condottiero cartaginese decise di tornare a Capua, sia perché aveva raccolto sufficiente bottino, sia perché riteneva impossibile assediare la città, ma soprattutto poiché riteneva che il suo piano avesse sortito l'effetto sperato ora che erano trascorsi un numero di giorni sufficiente, costringendo il proconsole Appio Claudio, a togliere l'assedio dalla città campana e correre a salvare la patria, oppure a dividere l'esercito per mantenere Capua sotto assedio e contemporaneamente tornare a Roma. Entrambe le soluzioni sarebbero state di gradimento del condottiero cartaginese. Quando però Annibale venne a sapere che Appio Claudio non aveva tolto l'assedio da Capua, preferì dirigersi verso la Daunia (parte settentrionale della Puglia) e il Bruzio, per giungere a Reggio Calabria in modo così improvviso, che per poco non prese la città, ancora fedele ai Romani.

### Ritorno a Capua (211-210 a.C.)

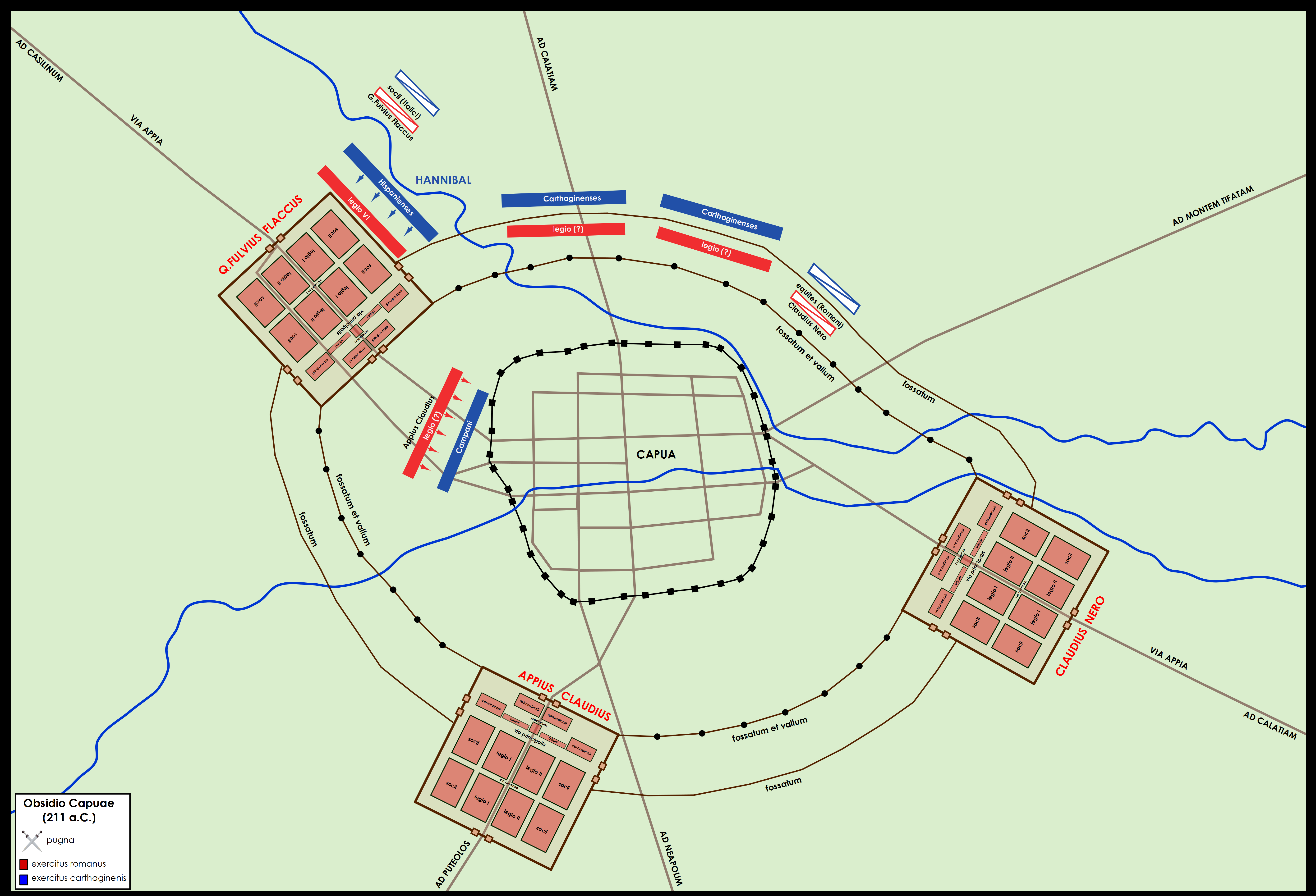
Ultima battaglia tra Romani, Campani e Cartaginesi prima della resa di Capua (211 a.C.).

Tornato a Capua, poté assistere alla resa di quella città, che ormai si era accorta di essere stata abbandonata dal condottiero cartaginese. I due proconsoli, Flacco e Appio Claudio, comandarono che il senato campano si presentasse al loro cospetto nell'accampamento romano fuori dalle mura. Quando vi giunsero, i senatori vennero tutti incatenati e ricevettero l'ordine di far portare tutto l'oro e l'argento che possedevano ai questori. Venticinque di questi vennero inviati come prigionieri a Cales e ventotto a Teanum Sidicinum. Si trattava dei principali responsabili della rivolta di Capua contro Roma. Riguardo poi alla pena da infliggere ai senatori, i due proconsoli, Fulvio e Claudio, si scontrarono, poiché il secondo era propenso al perdono, mentre il primo ad una punizione esemplare. Il disaccordo tra i due portò a scrivere al senato, non solo in merito alla decisione da prendere, ma anche per dare la possibilità di interrogare i prigionieri. E poiché Fulvio, non riteneva opportuno che i senatori campani fossero ascoltati, per evitare che gli stessi potessero compiere azioni delatorie nei confronti degli alleati di stirpe latina e mettere a repentaglio alleanze consolidate, decise di partire per Teanum con 2.000 cavalieri all'alba. Giunto nella cittadina, comandò al supremo magistrato di far portare al suo cospetto quei Campani che erano sotto la sua custodia. Quando furono davanti a lui, li fece massacrare a colpi di verga e decapitare con la scure. Subito dopo, a grande velocità si recò a Cales, dove fece condurre gli altri prigionieri Campani. Secondo quanto racconta Livio, giunse in quel momento un messo da Roma che recava la risposta del Senato romano sul da farsi, ma sembra che Fulvio non la lesse e procedette a mettere a morte tutti i prigionieri rimasti.

### Processo all'operato di Flacco a Capua
Nel 210 a.C., quando il console di quell'anno, Marco Valerio Levino, era di ritorno dal fronte macedonico, passò da Capua. Qui una gran folla di Campani gli andò incontro tra le lacrime, scongiurandolo di permettere loro di raggiungere Roma a pregare i senatori, affinché non li conducessero all'estrema rovina a causa del proconsole Fulvio Flacco. Quest'ultimo, a sua difesa, dichiarò di non aver alcun odio personale contro i Campani. Egli semplicemente provava verso di loro quell'ostilità che derivava dal fatto di sapere che i Campani erano carichi dello stesso odio verso il popolo romano. Tito Livio afferma:
(Livio, XXVI, 27.12.)
Questo il motivo per cui Flacco li teneva chiusi tra le loro mura, per evitare che potessero vagare nelle campagne circostanti come bestie feroci, a massacrare chiunque incontrassero. Egli dichiarò a Levino che alcuni di loro si erano rifugiati da Annibale, mentre altri avevano incendiato il Foro romano a Roma. Il console Levino, infatti, avrebbe trovato il Foro mezzo bruciato da alcuni Campani, denunciati e poi messi a morte dopo regolare processo davanti al senato. Flacco affermò di non ritenere sicuro, permettere ai Campani di entrare nelle mura di Roma, ma Levino, dopo che i Campani giurarono a Flacco che sarebbero ritornati a Capua cinque giorni dopo aver ricevuto la risposta del senato, ordinò che lo seguissero fino a Roma. Circondato da questa folla e contemporaneamente da quella dei Siciliani che, andati incontro a Levino, lo avevano seguito lamentandosi similmente del console Marco Claudio Marcello, sembrò quasi che Levino si dolesse dello sterminio di due famosissime città, guidando a Roma, come accusatori, quelli che erano stati vinti in battaglia da due illustri generali come Flacco e Marcello.

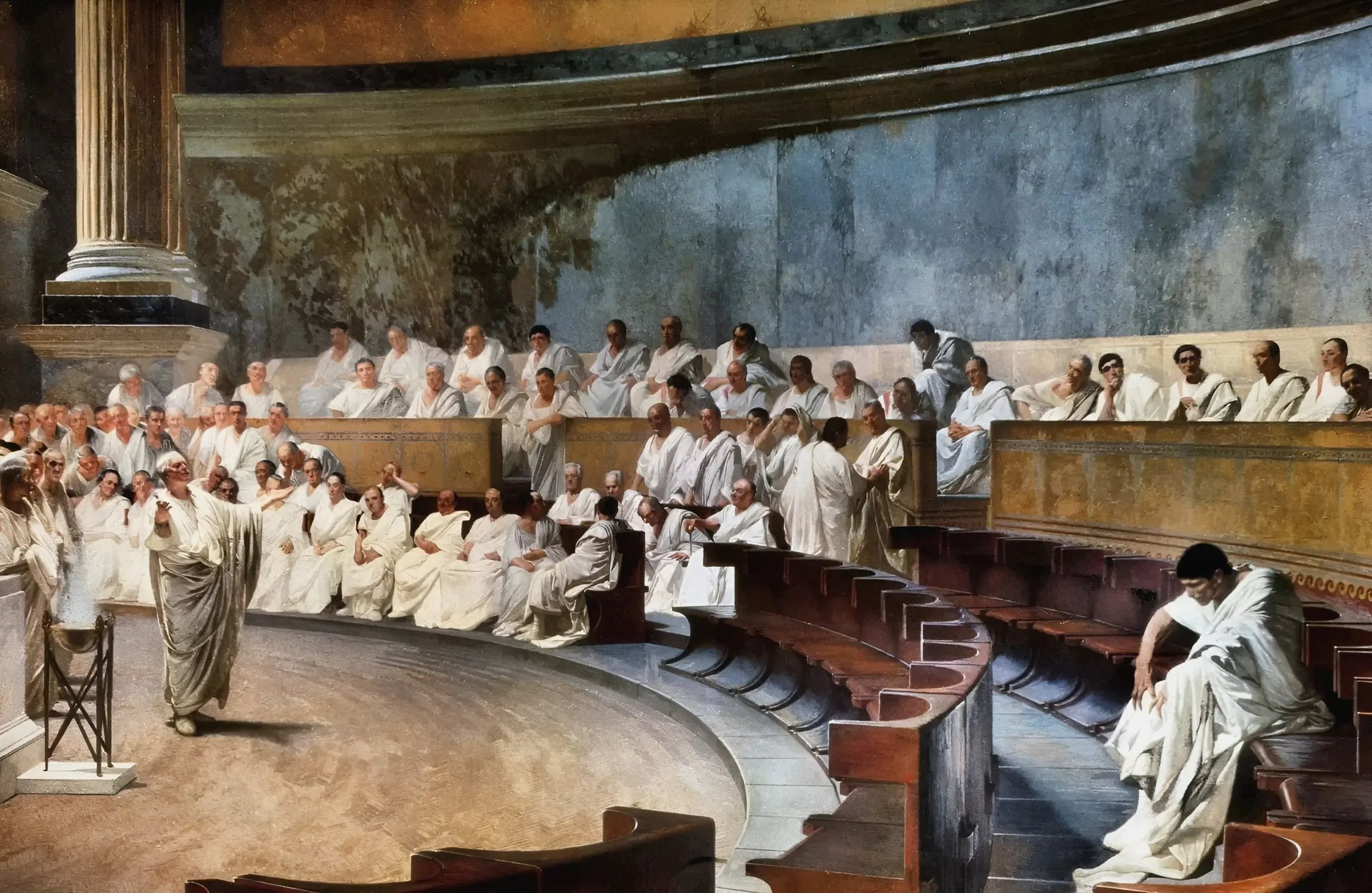
Rappresentazione di una discussione nel Senato della Repubblica romana.

Ben più complicato era invece il verdetto per la causa di Capua, poiché i Campani erano stati tra i più stretti alleati italici con cittadinanza romana da molto tempo. I senatori, ascoltate le loro ragioni, li fecero uscire dall'aula; si pensò di richiamare Quinto Fulvio Flacco, colui che in quel momento reggeva il governo di Capua poiché il console, Appio Claudio Pulcro, era morto dopo la presa della città. Contemporaneamente non si voleva far tornare a Roma Quinto Fulvio e lasciare così Capua scoperta. Si preferì ascoltare Marco Attilio Regolo, ex-console, Gaio Fulvio Flacco, fratello di Quinto Fulvio, oltre a Quinto Minucio Termo e Lucio Veturio Filone, importanti esponenti della Roma repubblicana e testimoni della battaglia di Capua, in quanto collaboratori del console Appio Claudio Pulcro. Essendo ora presenti adeguati esponenti romani per giudicare la questione di Capua, si diede avvio al processo.
Il verdetto per la città di Capua e per le popolazioni italiche che si erano ribellate a Roma fu molto severo. La popolazione di Capua fu dunque divisa, esiliata e ridotta in schiavitù. Infatti, ciò che Marcello aveva risparmiato a Siracusa, ovvero aveva impedito ai suoi soldati di catturare e fare schiavi i cittadini siracusani, il Senato ora non risparmiò invece a Capua la sofferenza del dover vedere i propri abitanti venduti come schiavi a Roma. Inoltre si decretò la confisca dei beni, delle abitazioni, l'allontanamento forzato dalla propria terra. Sempre questo stesso anno gli venne prorogato il comando a Capua, con un esercito però ridotto ad una legione ed un'ala di alleati.
Tornato nella città campana, Flacco trascorreva il tempo a vendere i beni dei principali cittadini e ad affittare le terre confiscate, in cambio di una determinata quantità di grano. Poiché non perdeva occasione per compiere crudeltà contro i Campani, riuscì a scoprire attraverso una delazione una nuova iniziativa criminosa. Egli aveva, inoltre, costretto i suoi soldati a liberare gli edifici privati, sia perché voleva affittare le case oltre alle terre, sia perché voleva tenere in esercizio il suo esercito, evitando che si infiacchisse e commettesse l'errore fatto da Annibale con gli "ozi di Capua". Aveva pertanto ordinato ai suoi soldati di costruire sulle porte e lungo le mura, nuove abitazioni. Esse erano state costruite per la maggior parte con graticci e tavole di legno, altre erano ricoperte di canne, mentre tutte avevano il tetto ricoperto di paglia, materiale altamente ignifugo.
Cento settanta Campani, capeggiati dai fratelli della famiglia dei Blossii, avevano segretamente congiurato di incendiare tutte le nuove capanne dei soldati in una determinata notte. La denuncia, secondo Livio, partì da parte degli schiavi dei Blossii. Per ordine del proconsole le porte di Capua furono improvvisamente chiuse, mentre i soldati, imbracciate le armi ad un segnale convenuto, arrestarono i colpevoli che, dopo un'approfondita inchiesta, vennero condannati e mnessi a morte. Ai delatori fu concessa la libertà con un dono aggiuntivo di diecimila sesterzi.
Gli abitanti di Nuceria e di Acerra, che si lamentavano di non sapere dove andare a vivere, in quanto Acerra era stata in parte incendiata e Nuceria completamente distrutta, furono inviati da Fulvio al Senato. Ai primi, gli Acerrani, venne concesso di ricostruire gli edifici incendiati; ai Nucerini si permise loro di trasferirsi ad Atella, mentre agli Atellani fu imposto di spostarsi a Calatia.

### Dittatura (fine del 210 a.C.)
Tito Livio racconta che sul finire dell'estate del 210 a.C., dopo che il console Marco Valerio Levino era dovuto partire d'urgenza alla volta della sua provincia di Sicilia, poiché si temeva un'invasione dell'isola da parte dei Cartaginesi, il popolo avesse scelto come dittatore Quinto Fulvio che si trovava presso Capua. I Senatori vista la repentina e improvvisa partenza del console, convocarono a Roma l'altro console, Marco Claudio Marcello, affinché eleggesse il dittatore indicato dal popolo. Divenuto dittatore, Quinto Fulvio, per delibera della plebe, nominò come magister equitum il pontefice massimo Publio Licinio Crasso.
Il neo dittatore, una volta rientrato a Roma, mandò presso l'esercito della provincia d'Etruria il suo legato Gaio Sempronio Bleso, per sostituire il propretore Gaio Calpurnio, al quale invece affidò il comando del suo esercito a Capua.
Flacco allora tenne i comizi il primo giorno utile, i quali non poterono, tuttavia, essere portati a termine a causa di una divergenza fra i tribuni e il dittatore stesso. La centuria Galeria dei più giovani, che era stata la prima a votare per sorteggio, aveva proposto l'elezione dei consoli Quinto Fulvio e Quinto Fabio Massimo Verrucoso. Le altre tribù avrebbero fatto la stessa scelta, una volta chiamate a dare il loro voto, se non ci fosse stata l'interferenza dei tribuni della plebe Gaio Arrenio e Lucio Arrenio, i quali sostenevano vi fosse un vizio, non solo nel voler esercitare la dittatura senza avvicendamento, ma che fosse assai funesto il fatto che si volesse eleggere proprio il dittatore, che aveva convocato i comizi. I due tribuni minacciavano che, se il dittatore avesse accettato la sua candidatura, loro avrebbero messo il veto ai comizi. Al contrario non avrebbero posto alcun ostacolo nel caso si fosse trattato di altri candidati, all'infuori del dittatore. Fulvio tentò allora di difendere la legittimità del voto dei comizi a suo favore, grazie anche all'alleanza del senato ed alle deliberazioni del popolo, oltre a citare alcuni casi verificatisi in passato che avvaloravano la sua teoria.
Alla fine, poiché la discussione si stava protraendo oltre il lecito, venne trovato un accordo tra il dittatore e i tribuni, secondo il quale sarebbe stato accettato quanto stabilito dal Senato. E poiché si ritenne che il momento fosse particolarmente critico per lo Stato, il Senato deliberò che la Res publica venisse governata da anziani e provati generali, esperti nella guerra. Vennero quindi creati come consoli: Quinto Fabio Massimo Verrucoso per la quinta volta, e Fulvio Flacco per la quarta. A questo punto, una volta scelti come pretori Lucio Veturio Filone, Tito Quinzio Crispino, Gaio Ostilio Tubulo (come pretore urbano) e Gaio Aurunculeio, Fulvio Flacco si dimise da dittatore.

### Consolato del 209 a.C.
Divenuto console per la quarta volta, alle idi di marzo quando assunse la carica, gli venne attribuita come provincia l'Italia, parimenti a quanto accadde per l'altro console, Fabio Massimo. Fu così deciso che il loro potere fosse diviso per regioni: Fabio avrebbe condotto la guerra contro Taranto, mentre Fulvio in Lucania e nel Bruzzio. Prima di partire per la provincia assegnatagli, affidò al fratello, il legatus Gneo Fulvio Flacco, l'esercito urbano affinché lo conducesse in Etruria, con l'ordine di riportare a Roma le legioni che qui si trovavano.